# Castelo Belinho
Castelo Belinho és un jaciment arqueològic al municipi de Portimão, a Portugal, on es trobaren vestigis dels períodes Neolític i musulmà.

## Descripció

### Situació i característiques
El jaciment de Castelo Belinho està situat al Morgado do Reguengo, una propietat al municipi de Portimão. El jaciment arqueològic és a uns cinc quilòmetres de la ciutat de Portimão, cap al nord. Castelo Belinho és als contraforts del sud de la serra de Monchique, al bell mig de dues línies d'aigua, la ribeira de Boina, a prop d'un quilòmetre cap a l'est i que desaigua al riu Arade, mentre que a la mateixa distància però en el sentit contrari hi ha el barranc d'Álamos, que acaba en la Ribeira de la Torre. A l'indret de Castelo Belinho, els sòls són principalment mediterranis, de color roig, i els substrats són calcaris i de calcarenita del període miocé. Quant a la flora, s'hi troben tant espècies nadiues com d'introduïdes, com ara oliveres, ametlers, garroferes i alzines, mentre que la fauna local inclou aus com les cigonyes.
A més de l'antiga fortificació islàmica, s'hi han descobert restes del Neolític, com ara objectes, prop de vint sepultures i traces de cases, com plantes marcades al terra i forats per a posts de fusta. En les investigacions de 2004 - 2005, aparegueren deu edificis a partir dels forats per a posts de suport: la casa més gran fa prop de 16 per 3 m, i una àrea de 48 m². També s'hi trobaren sitges. Els cadàvers s'enterraven en posició fetal en sepultures de forma oval, i això pot constituir una al·lusió al úter matern, demostrant una creença en la resurrecció. Un dels cossos, un adolescent del sexe masculí, tenia els braços decorats amb 22 braçalets de conquilles de mar, i això, segons Rosa Varela Gomes, prova que tenia un elevat estatut social. A causa de l'absència d'armes, no seria un guerrer, però podia tenir una funció relacionada amb la màgia. Aquesta és de moment la sepultura amb més braçalets trobada a la península Ibèrica. Segons les marques trobades a l'indret, els edificis serien allargats i suportats per una estructura de posts de fusta.
Les restes musulmanes corresponen a una alqueria fortificada, protegida per muralles amb un fossat al voltant.

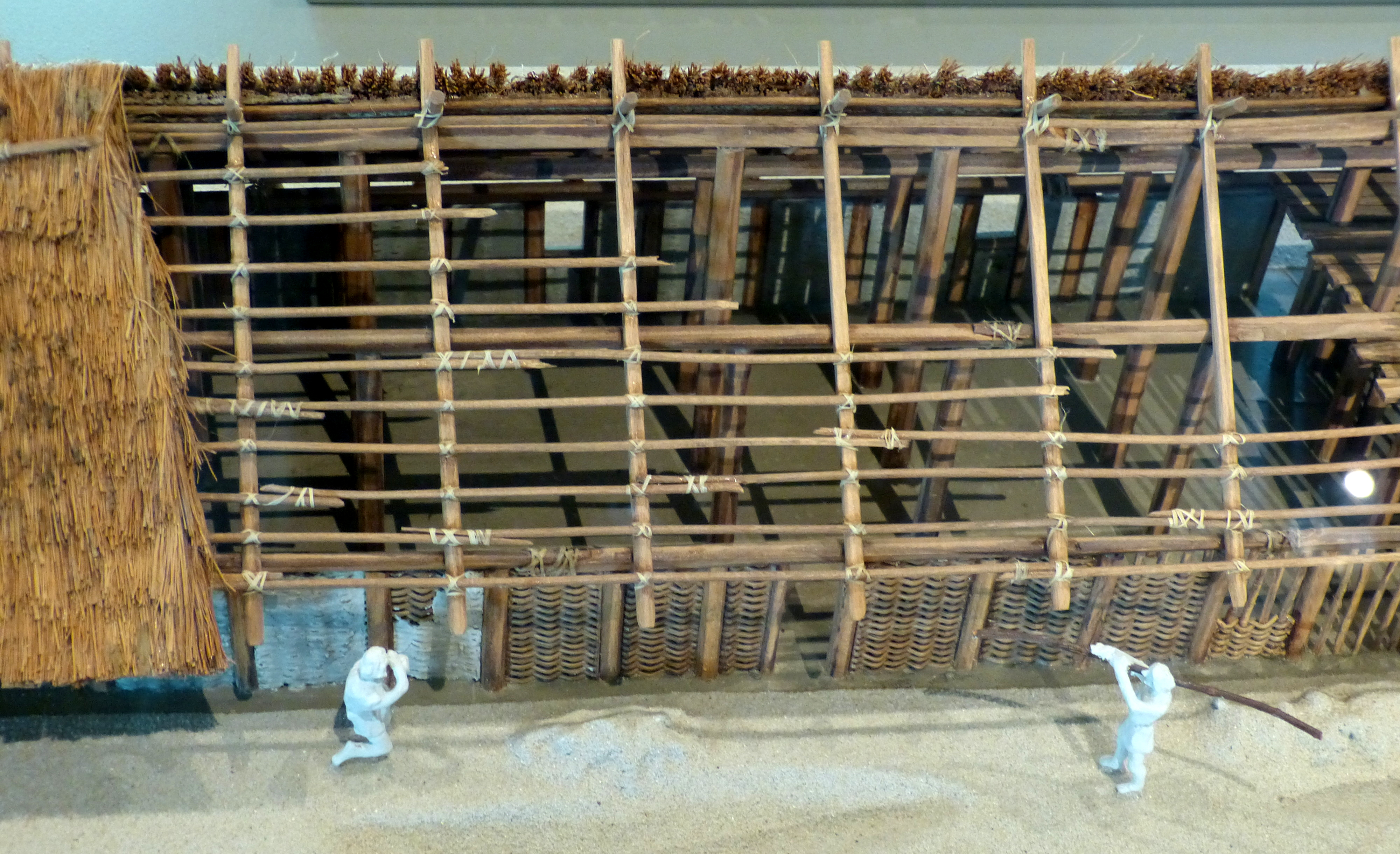
Model d'un edifici neolític construït sobre estaques, al Museu de Landau an der Isar, a Alemanya

## Història
El poblat originari té prop de 6.500 anys d'edat, remunta al Neolític. Durant el període islàmic, es construí un conjunt fortificat damunt dels vestigis primitius, la qual cosa els va destruir parcialment.
La zona ha rebut diversos topònims al llarg de la història: el nom més antic trobat n'és Castelo do Ninho, probablement en referència a la utilització de la zona com a lloc de nidificació d'aus.
En la dècada de 1980, l'arqueòloga Rosa Varela Gomes estudiar el jaciment de Castelo Belinho, i l'identificà com una fortalesa avançada de Silves. Encara no se'n coneixien les restes del Neolític, perquè estaven soterrades.
El 1993, el Morgado do Reguengo fou adquirit pel banc Espírito Santo, i va crear l'empresa Imoreguengo per transformar la propietat en un vast establiment de lleure, que incloïa hotels, camps de golf i altres estructures. Des de l'inici de les obres es va assumir el compromís de respectar el patrimoni cultural de l'interior de la propietat, i s'hi feu un programa d'investigacions arqueològiques, coordinat per Carlos Damas, del Centre d'Estudis d'Història del Banc Espírito Santo, amb col·laboració de Rosa Varela Gomes en l'estudi de restes arqueològiques. El primer descobriment se'n feu l'any 2000, quan van trobar dos menhirs durant la instal·lació d'un camp de golf. Entre 2004 i 2005 s'hi feren treballs de camp, i les ruïnes de Castelo Belinho es reinterpretaren com una estructura senyorial fortificada, que formava part d'una al-munya, o siga, una propietat agrícola d'un musulmà ric. Alhora, s'estudiaren els vestigis del llogaret neolític, situada per sota de l'estructura musulmana.
El 2004 i a l'estiu de 2005, es feren excavacions arqueològiques a Castelo Belinho, amb el suport d'alumnes de la Facultat de Ciència Socials i Humanes de la Universitat Nova de Lisboa.
A l'estiu de 2005, l'arqueòleg Mário Varela Gomes va afirmar que havien trobat restes importants del Neolític, potser el jaciment més important d'aquell període en territori nacional. Aquestes conclusions van ser confirmades per l'historiador Carlos Damas. Llavors es preveia la integració de Castelo Belinho en el recorregut de Camins del Patrimoni.